# Dmitrij Swierbiejew
Dmitrij Dmitrijewicz Swierbiejew ros. Дмитрий Дмитриевич Свербеев (ur. 1842, zm. 1919) – działacz państwowy Imperium Rosyjskiego, gubernator guberni kurlandzkiej w okresie 20 grudnia 1891?/1 stycznia 1892–10 września?/23 września 1905.

## Życiorys

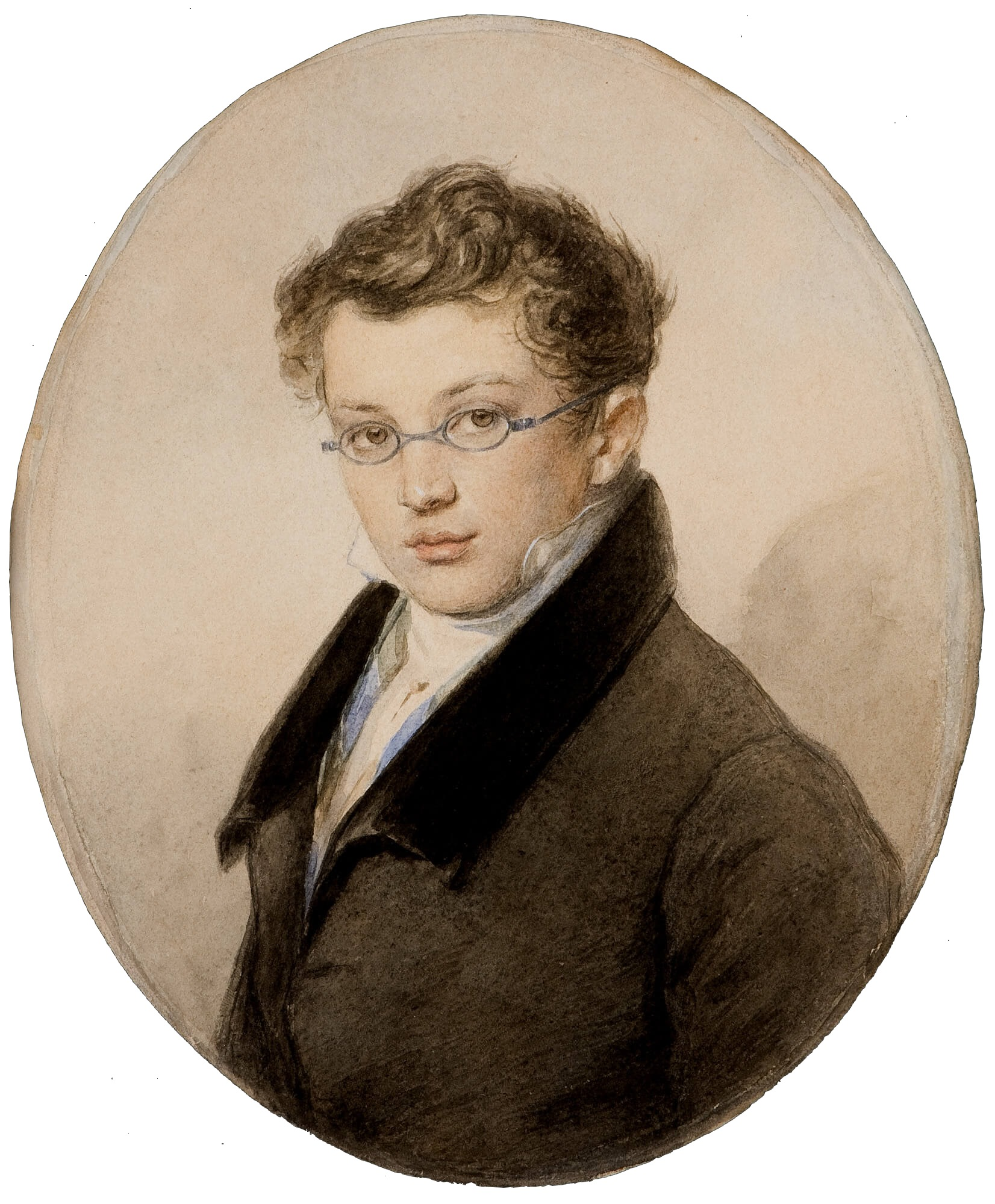
Ojciec Dmitrija, Dmitrij Nikolajewicz.

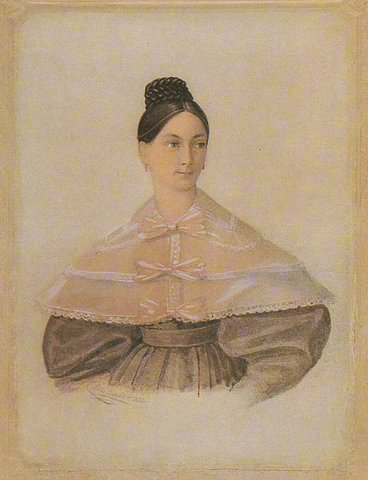
Matka Dmitrija, Jekatierina Aleksandrowna.

Dmitrij Dmnitrijewicz Swierbiejew urodził się w 1842 roku. Jeden z dziesięciorga dzieci dyplomaty Dmitrija Nikołajewicza Swierbiejewa i księżnej Jekateriny Aleksandrowny z domu Szczerbatowej; brat senatora Aleksandra Swierbiejewa. Oboje rodziców obracało się w kręgach literackich – matka prowadziła salon, a ojciec także pisał wspomnienia dotyczące świata literatów. Rodzina posiadała majątek w powiecie sierpuchowskim (gubernia moskiewska), sam zaś został wpisany w rejestr szlachty w wiosce Michajłowskoje, w powiecie nowosielskim guberni tulskiej.
Absolwent Hohenheimskiej Akademii Rolniczej. Od 1879 roku sędzia pokoju w Warszawie, następnie szereg innych stanowisk podległych ministerstwu sprawiedliwości.
Od 18 stycznia?/30 stycznia 1885 roku sprawował urząd wicegubernatora tulskiego w randze radcy kolegialnego (VI cywilna w tabeli rang) i z dworską rangą kamerhera. 20 grudnia 1891?/1 stycznia 1892 roku został wyznaczony gubernatorem kurlandzkim na miejsce Dmitrija Sipiagina nominowanego gubernatorem moskiewskim. Urząd ten pełnił w randze rzeczywistego radcy stanu (IV cywilna) oraz Stallmeistera (Koniuszego, III ranga dworska). Swierbiejew kontynuował działania rusyfikacyjne rozpoczęte w poprzedniej dekadzie. Między innymi proponował on rozciągnięcie na gubernię kurlandzką obowiązujących w Królestwie Polskim zakazów i penalizacji tajnego nauczania. Będąc wyznania prawosławnego, starał się ograniczać wpływy innych Kościołów, tak na przykład konsekwentnie wzbraniał katolikom organizowania procesji poza murami kościołów.
W 1905 roku na terenie Imperium Rosyjskiego doszło do rewolucji, która miała szczególnie intensywny przebieg w guberniach bałtyckich. Swierbiejew początkowo zaniżał rangę wystąpień, sprowadzając je do „niepokojów agrarnych”, i starał się nie używać siły przeciwko strajkującym robotnikom, ze względu jednak na zbrojne ataki rewolucjonistów ogłosił 15 stycznia?/28 stycznia 1905 roku stan wzmożonej ochrony w Libawie. Narastająca fala przemocy spotkała się z bezradnością gubernatora. Jego prośby o wzmocnienie oddziałów stacjonujących w guberni nie spotkały się z zadowalającą go odpowiedzią od adresatów. Na rozkaz cesarza Mikołaja II ogłosił 6 sierpnia?/19 sierpnia 1905 roku stan wojenny w guberni.
Jako że nie zdołał zapanować nad wydarzeniami rewolucji 10 września?/23 września 1905 roku został na własną prośbę zdymisjonowany (na stanowisku zastąpił go Leonid Kniaziew).

## Odznaczenia
Do 1897 roku otrzymał następujące odznaczenia:
- Order Świętego Włodzimierza III klasy,
- Order Izabeli Katolickiej – kawaler krzyża,
- Order Korony Włoch – krzyż oficerski,
- Order Daniły I III klasy,
- Order Świętego Aleksandra IV klasy,
- Order Lwa Zeryngeńskiego – kawalerski krzyż I klasy,
- Order Gwiazdy Polarnej – kawalerski krzyż,
- Order Korony Żelaznej II klasy,
- Order Sokoła Białego – komandorski krzyż.